# Troublemakers
Troublemakers är ett svenskt punkband från Göteborg som bildades 1981.

## Bandet
Troublemakers startade 1981 av kvarlevorna från punkbanden Perverts och Göteborg Sound. Efter 10 år började bandet tröttna och splittrades. 1995 återförenades bandet, med en ny gitarrist (Arild Psychobilly Hanssen) och spelade in "best of"-skivan Mental Kristid, med flera av deras låtar från de tidigare åren. 1997 kom deras andra cd Erektion ut. Sedan följde Vild & vacker 1999. Efter Vild & Vacker lämnade Jens Peterson (bas) och Martin H-son (trummor) bandet. In kom Charlie Claesson på trummor som tidigare har spelat med Anti Cimex och Crippa Elvis Odin på bas som tidigare har spelat med bl.a. Attentat och Psychotic Youth. Den nya sättningen debuterade 2000 med cd:n Pogo. Kleptoman gavs ut 2003 och Idiot kom 2005. Charlie lämnade bandet 2008 och Magnus Sailor Delbratt från Sacred Sailors kom in på trummor. Blomgren, Psychobilly, Elvis och Sailor gick sedan in i studion och släppte 2009 cd:n Made In Sweden. Sedan återföreningen 1995 har Troublemakers gjort över 300 spelningar i Sverige, Norge, Tyskland, Österrike och Schweiz.

### Nuvarande medlemmar
- Christer Blomgren – sång
- Arild "Psychobilly" Hanssen – gitarr
- Christian "Elvis" Odin – basgitarr
- Erik Fasten – trummor

### Tidigare medlemmar
- Magnus "Sailor" Delbratt – trummor
- Martin Hansson – trummor
- Jens Petersson – basgitarr
- Lars-Olof "LOB" Bengtsson – gitarr
- Dennis Johansson – basgitarr
- Jan Olof "Esso" Olsson – trummor
- Anders Puke – basgitarr

## Diskografi

### Album
- 1995 – Mental Kristid
- 1997 – Erektion
- 1999 – Vild & Vacker
- 2000 – Pogo
- 2003 – Kleptoman
- 2005 – Idiot
- 2009 – Made In Sweden
- 2014 – Go Crazy!!! (delad album med So-Cho Pistons)
- 2016 – Totalradio
- 2022 - En sista skål

### Singlar & EP
- 1987 – Göteborg (EP) vinyl
- 1989 – "Hjältarna skålar i blod" vinyl
- 1995 – "Änglarna" (cd singel)
- 1998 – Mammas flickor (EP) vinyl
- 2001 – Split-EP (Rasta Knast / Troublemakers)
- 2005 – Punkheart (delad EP Troublemakers / Fifi And The Mach III)
- 2005 – Jävla idiot (EP)
- 2005 – Stenar & Blod (EP)
- 2005 – Jävla idiot (EP)
- 2006 – "Go Go Frölunda" (cd singel)
- 2007 – "Utan hjärta stannar Sverige" (cd singel)
- 2010 – Made In Sweden / Arbetslös (delad EP Troublemakers / Vänsternäven) vinyl
- 2011 – "30" cd singel
- 2013 – "Stockholm" cd singel
- 2015 – Kungen Håller Tal ( cd singel)
- 2016 – Från Sveriges Radio insp. vinyl 4 st. låtar

### Samlingsalbum
- 2002 – Göteborg
- 2004 – 1995-2000
- 2011 – 30

### Samlingsalbum (diverse artister)
- ? – An International Hc Comp ("Johnny", "Hjältarna skålar i blod") LP
- 1993 – GBG hardcore 81-85 ("Staden Göteborg", "Moderater", "Jag tror på Sverige")
- 1995 – Röjarskivan ("Söndagsras", "Lilla blå", "Johan på Prippen")
- 1996 – Fuck Hell – This is a tribute to Bad Religion ("Incomplete", "Handshaker")
- 1996 - Hell on earth ...hail to Misfits ("Angelfuck", "Where eagles dare")
- 1996 – Äggröran 2 ("Pappas pojkar", "När månen lyser klar")
- 1996 – Guldskivan Svenska band hyllar Sator och Sator Codex ("Jag vill ut")
- 1997 – 100% Adrenalin ("Kärlek och hat")
- 1997 – Röjarskivan 3 ("In i dimman")
- 1998 – Äggröran 3 ("En kväll i tunnelbanan", "Dyra droppar")
- 1999 – Äggröran 4 ("Guld")
- 1999 – Definitivt 50 spänn 8 ("Varför lyser inga stjärnor")
- 1999 – En Helvetes Jul! ("Jultomten Är Faktiskt Död" med Vrävarna, Sten & Stalin)
- 2000 – Röjarskivan 4 - efterfesten ("Drogbåg")
- 2000 – Vi Håller Inte Käften! ("Dom Ljuger")
- 2000 – Definitivt 50 spänn 9 ("Ein zwei polizei")
- 2002 – Force attack festival-sampler 2002 ("Våga vägra") (inte utgiven)
- 2002 – Birdnest Party 2002 ("Stenar & blod", "Förstod ingenting")
- 2002 – Moloko Plus #21 ("Hjältarna skålar i blod") (Tysk fanzine)
- 2002 – Defintivt 100 spänn vol 1(1) ("Stenar & blod")
- 2003 – Definitivt 50 Spänn 10 ("Vill Du Bli Miljonär")
- 2003 – Delirium Tremens samlings CD ("På bergets topp")
- 2004 – Definitivt 50 spänn 12 ("Naken")
- 2004 – To the bitter end ("Grogg och parapol")
- 2004 – Brewed In Sweden 3 ("Hatlåt")
- 2005 – Nikolaus Raus vol.1 ("Måste dra, jobba")
- 2006 – Äggröran 7 ("Enkel Berlin")
- 2007 – Svenska punkklassiker volym 2 ("Staden Göteborg")